# 太陽神鳥金箔飾
太陽神鳥金箔飾（たいようしんちょうきんはくしょく、別名「四鳥繞日」）とは、2001年に四川省成都市金沙遺跡から出土した古代蜀時代（殷代後期に相当）の金箔。中華人民共和国の国家級文物であり、第三次出国禁止文物の一つである。 金の装飾品全体は円形で、外径12.5センチ、内径5.29センチ、厚さ0.02センチ、重さ20グラム。 金の装飾品には複雑なくぼみ模様があり、2つの層に分かれている。内側の層は、12本の回転する歯のような光の周囲に等距離に分布している。内側の模様の周囲にある外側の模様は、鳥の反時計回りの飛行に向かって4つの同じもので構成されている。 4羽の鳥は同じ方向に飛び、頭と足を前後につなげ、内側の渦とは逆方向に回転する。 この模様は通常、4羽の鳥が春夏秋冬の四季を表し、内層の12個の光の模様が1年の12カ月を表していると解釈されている。 また、「金烏陰陽」の伝説とも関係があるかもしれない。 組成分析によると、金の含有量は94.2%に達する。 この金の宝飾品は、古代蜀の人々が使用していた儀式用の工芸品であった可能性がある。 現在、成都の金沙遺跡博物館に所蔵されており、博物館の宝物となっている。
2005年8月、太陽神鳥の金色の装飾文様は国家文物局に中国の文化遺産のシンボルとして選ばれた。 10月12日から10月17日まで、太陽神鳥の金色の装飾文様の蜀の刺繍製品は、神舟6号宇宙船で宇宙を旅した後、地球に戻ってきた。 2011年12月30日、太陽神鳥は成都市の都市イメージロゴの中心的なモチーフとして発表された。 また、成都航空のロゴマークにもなっている。 さらに、太陽神の鳥の金色のモチーフは、成都のカトリック司教である唐源藝の司牧章や、成都のカトリック教区の司牧章にも描かれている。

太陽神鳥の図案
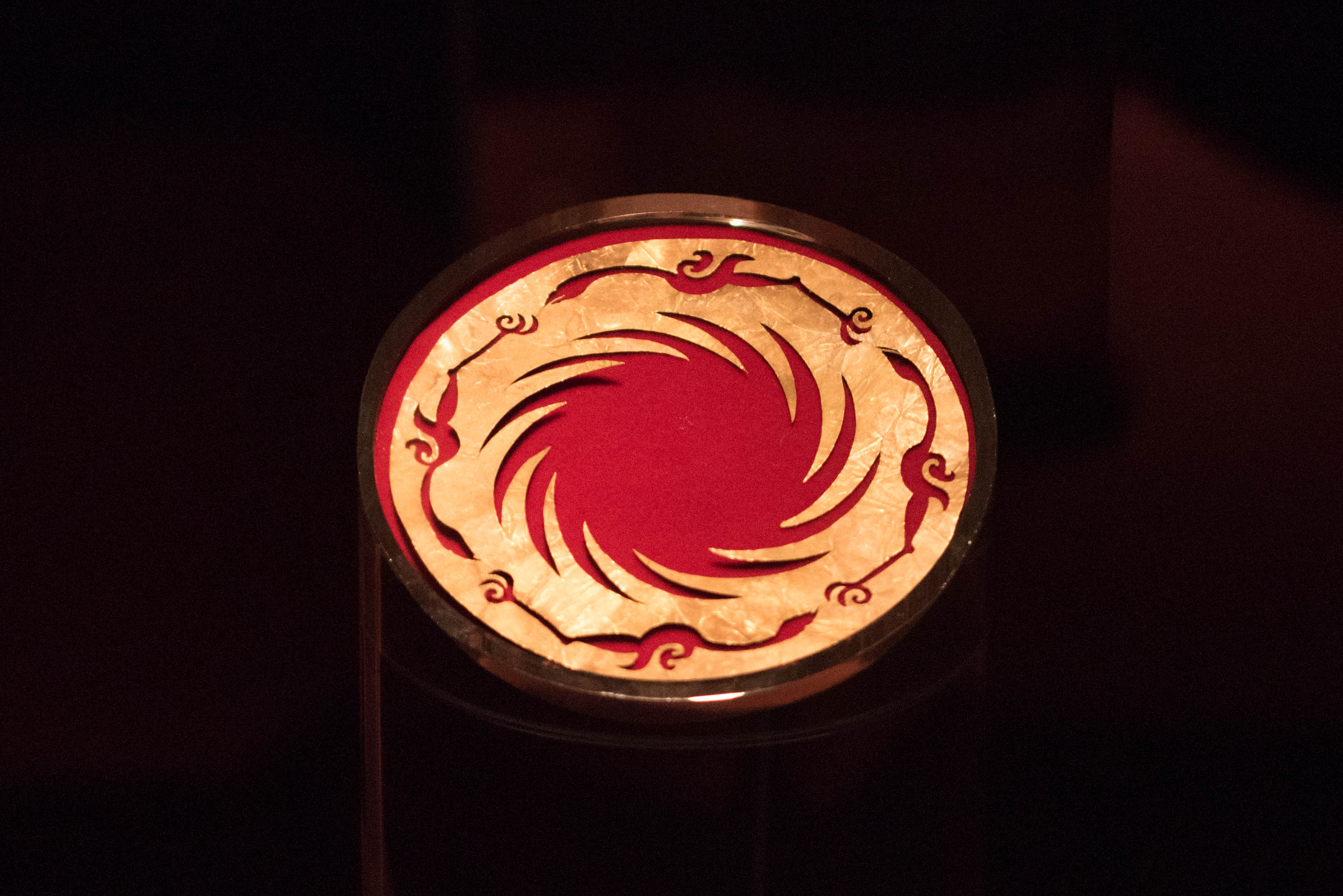
太陽神鳥
旋回する太陽神鳥
カトリック成都司教、唐遠閣司牧章
カトリック教会成都教区の司牧紋章
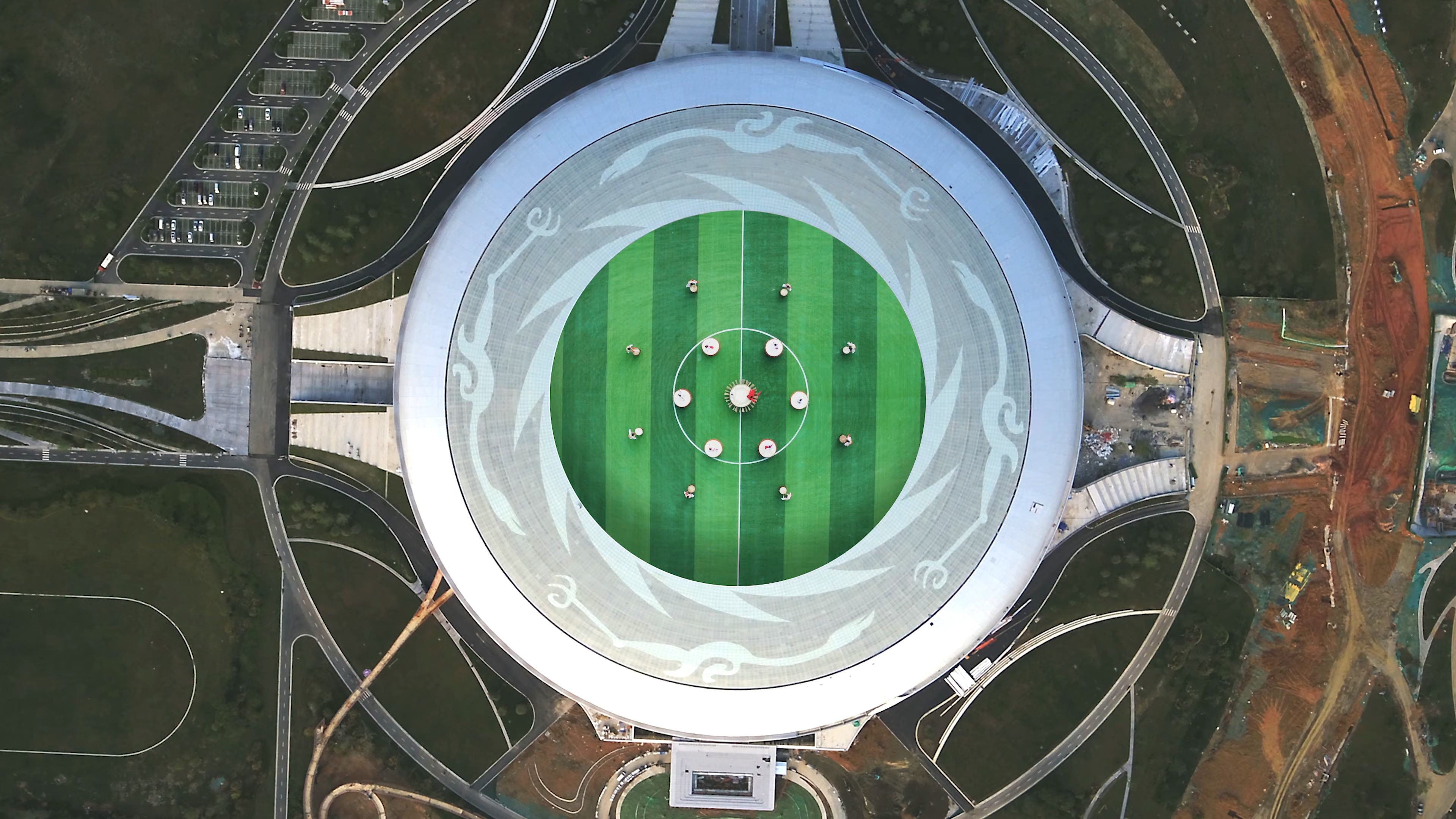
2021年夏季ユニバーシアード主会場の東安河球場の頂上にある太陽神鳥の図案

## 参考資料
1. ↑  “金沙太阳神鸟：一个有温度的城市符号-新华网”. www.news.cn. 2023年7月29日閲覧。
2. ↑  “成都金沙遗址博物馆”. web.archive.org (2022年4月8日). 2023年7月29日閲覧。
3. ↑  “国家文物局公示“中国文化遗产标志””. www.mct.gov.cn. 2023年7月29日閲覧。
4. ↑  “伴神六飞天 “太阳神鸟”归来_新闻中心_新浪网”. news.sina.com.cn. 2023年7月29日閲覧。
5. ↑  “成都城市形象标识揭晓 太阳神鸟“代言””. www.chinadaily.com.cn. 2023年7月29日閲覧。
6. ↑  “成都航空”. www.cdal.com.cn. 2023年7月29日閲覧。